# Овод Валентина Яківна
Валентина Яківна Овод (нар. 18 травня 1947 село Носівка — пом. 18 травня 2023) — українська прозаїк, громадська діячка. Член НСПУ (2016).

## Життєпис
Дитинство та юність пройшли в селі Носівка (нині місто Ніжинського району Чернігівської області). Від 1965 працювала на будівництві, продавцем, технічним секретарем у газеті в Києві;
В 1974 закінчила філологічний факультет Харківського університету. Від 1975 — працювала вихователем у виробничих гуртожитках авіаційного заводу та Південної залізниці, в 1991—1995 — референтом із питань культури товариства «Просвіта», 1996—2001 – організатором творчих вечорів в українському культурному центрі «Юність», у 2001—2005 — завідувала відділом публіцистики журналу «Березіль» у Харкові.

## Громадська діяльність
Активістка національно-демократичного руху, її зусиллями організовано культурологічне товариство «Спадщина», яким керувала з 1987 — керівник. Заснувала і редагувала газету «На сполох» Народного руху України (1989—1990).
Виступала з культурно-просвітницькими програмами на Харківському та Київському радіо й телебаченні.
Активна учасниця харківського Євромайдану.

## Літературна творчість
Дебютувала 1964 новелою в носівській районній газеті, друкувалася в журналах «Прапор» (згодом «Березіль»), «Україна», «Київ». Тема творів — місце людини в житті, спадщина, яку вона полишає після себе, духовні процеси, що сприяють розвитку громад. активності, любов до рідного краю.
Основні твори:
- Дві матері: Оповідання, новели. 1987, Харків;
- У розчахнутому світі: Оповідання, новели, етюди. 2015, Харків.